# Masatora Kawano
Masatora Kawano (川野将虎?, Kawano Masatora ; Hyūga, 23 ottobre 1998) è un marciatore giapponese, medaglia d'argento nella 35 km ai mondiali di Oregon 2022.

## Palmarès
| Anno | Manifestazione  | Sede     | Evento          | Risultato | Prestazione | Note                                     |
| ---- | --------------- | -------- | --------------- | --------- | ----------- | ---------------------------------------- |
| 2019 | Universiadi     | Napoli   | Marcia 20 km    | Argento   | 1h23"20     |                                          |
| 2021 | Giochi olimpici | Tokyo    | Marcia 50 km    | 6º        | 3h51'56"    | Miglior prestazione personale stagionale |
| 2022 | Mondiali        | Eugene   | Marcia 35 km    | Argento   | 2h23'15"    | Record asiatico                          |
| 2023 | Mondiali        | Budapest | Marcia 35 km    | Bronzo    | 2h25'12"    |                                          |
| 2024 | Giochi olimpici | Parigi   | Staffetta mista | 8ª        | 2h55'40"    |                                          |

## Altre competizioni internazionali
2022
- 4º ai campionati del mondo a squadre di marcia, marcia 35 km - 2h37'36"